# Unami
Unami /"The People Down River"/ ('Turtle tribe of the Delaware'), zbirno ime za mnogobrojne bande Algonquian Indijanaca koje čine jednu od tri glavnih grana Lenni-Lenape. Unami su nastanjivali područje pensilvanijske strane rijeke Dlaware, područje New Jerseyja i sjevernog Delawara. U aluziji na svoj totem  'Pakoango'  ili  'Poke-koo-un’-go' , nazivani su i Turtle tribe of the Delaware.
Suvremena Unami populacija iznosila je 1997. 13,500. Osim nekoliko staraca svi Unami ili Lenape, kako danas sebe nazivaju, govore engleski. 
Prema Sultzmanu Umani bande su bile: Ahaimus, Aquackanonk, Armeomeck, Assunpink, Axion (Atsayonck, Atsayongky), Brotherton, Calcefar, Coacquannok, Coaxen, Communipaw (Gamaoenapa), Cranbury, Crosswick (Crossweeksung), Edgepillock (Indian Mills), Eriwonec (Armewamese, Armewamex, Erinonec, Ermamex), Gweghkongh, Hackensack, Haverstraw (Haverstroo), Hespatingh, Keskaechquerem, Konekotay, Lehigh (Gachwechnagechga), Hockanetcunk, Macock, Matanakon (Matikonghy), Matovancon, Mechgachkamic, Meggeckessou, Meletecunk (Metacunk), Momakarongk, Mooharmowikarun, Mookwungwahoki, Mosilian (Mosinan), Muhhowekaken, Muhkarmhukse, Muhkrentharne, Navasink, Nittabonck (Nittabakonck), Neshamini, Neshannock, Nyack (2) (Nayack), Okehocking (Okahoki, Okanickon), Paatquacktung, Passayunk (Passajung), Pavonia, Pemickpacka, Playwicky, Pocopson (Poaetquissingh, Pocaupsing), Raritan (Sanhikan), Ramcock (Ancocus, Rancocas, Rankoke, Remahenonc, Remkoke), Sawkin, Schuykill, Shackamaxon, Soupnapka, Tappan, Waoranec, Weepink, Welagamika, Wickquakonick (Wicoa), Wichquaquenscke. 
Swanton u Uname klasificira: 
- Aquackanonk,na rijeci Passaic River, New Jersey, i područje Dundee in Passaicu.
- Assunpink, naStony Creek blizu Trentona.
- Axion, istočna obala rijeke Delaware između Rancocas Creeka i Trentona.
- Calcefar, unutrašnjost New Jerseyja između Rancocas Creeka i Trentona.
- Canarsee, u okrugu Kings, Long Island, na južnoj obali Manhattan Islanda, i istok Staten Islanda, New York
- Gachwechnagechga, Lehigh River, Pennsylvania.
- Hackensack, u dolinama rijeka Hackensack i Passaic.
- Haverstraw, zapadna obala donjeg Hudsona, u okrugu Rockland, N. Y.
- Meletecunk, u okrugu Monmouth.
- Mosilian, istočna obala rijeke Delaware oko Trentona.
- Navasink, u području planina Highlands of Navesink.
- Pompton, na Pompton Creek.
- Raritan, u dolini rijeke Raritan i istočna obala rijeke Delaware.
- Recgawawanc, otok Manhattan i susjedno kopno New Yorka zapadno od Bronxa.
- Tappan, zapadna obala rijeke Hudson u okrugu Rockland County, N. Y., i u okrugu Bergen.
- Waoranec, kod Esopus Creeka, okrug Ulster, N. Y.